# Choristima galerucoides
Choristima galerucoides är en kackerlacksart som först beskrevs av Walker, F. 1868.  Choristima galerucoides ingår i släktet Choristima och familjen småkackerlackor. Inga underarter finns listade i Catalogue of Life.